# Barytatocephalus carbunculus
Barytatocephalus carbunculus là một loài tò vò trong họ Ichneumonidae.